# Metioche bicolor
Metioche bicolor är en insektsart som först beskrevs av Carl Stål 1861.  Metioche bicolor ingår i släktet Metioche och familjen syrsor. Inga underarter finns listade i Catalogue of Life.